# Patterson-Gimlin-filmen

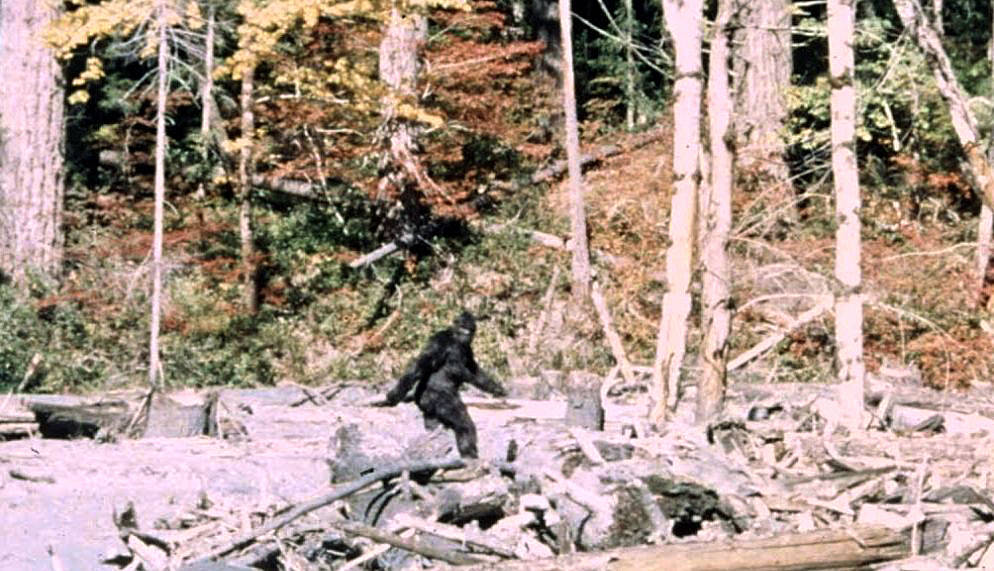
Filmruta 352 i Patterson-Gimlin-filmen som påstås visa en Bigfoot-hona.

Patterson-Gimlin-filmen (även känd som Patterson-filmen eller PGF) är en amerikansk kortfilm om ett oidentifierat ämne som filmskaparna har sagt var en Bigfoot. Filmen spelades in 1967 i norra Kalifornien och har sedan dess utsatts för många försök att autentisera eller avslöja den.
Filmen filmades vid stranden av Bluff Creek, en biflod till Klamath River, cirka 40 kilometer nordväst om Orleans, Kalifornien, i Del Norte County i nationalparken Six Rivers National Forest. Inspelningsplatsen ligger ungefär 60 km söder om Oregon och 30 km öster om Stilla havet. I årtionden var den exakta platsen för platsen inte känd, främst på grund av återväxt av löv i bäckfåran efter översvämningen 1964. Den återupptäcktes 2011. Den ligger strax söder om en nordlig del av bäcken som informellt kallas "bowlinghallen".
Filmarna hette Roger Patterson (1933–1972) och Robert "Bob" Gimlin (född 1931). Patterson dog i cancer 1972 och "vidhöll ända till slutet att varelsen på filmen var verklig". Pattersons vän Gimlin har alltid förnekat att han varit inblandad i någon del av en bluff med Patterson. Gimlin undvek för det mesta att offentligt diskutera ämnet från åtminstone början av 1970-talet fram till omkring 2005 (med undantag för tre framträdanden), då han började ge intervjuer och framträda på Bigfoot-konferenser.
Filmen är 7,27 m lång (föregås av 23,21 meter "häst"-film), har 954 bildrutor, och pågår i 59,5 sekunder med 16 bilder per sekund. Om filmen spelades in med 18 bilder per sekund, som Grover Krantz trodde, varade händelsen i 53 sekunder. Datumet var den 20 oktober 1967 enligt filmskaparna, även om vissa kritiker tror att den spelades in tidigare.

## Bakgrund
Patterson sa att han blev intresserad av Bigfoot efter att ha läst en artikel om varelsen av Ivan T. Sanderson i tidskriften True i december 1959. År 1961 publicerade Sanderson sin encyklopediska Abominable Snowmen: Legend Come to Life, en världsomspännande undersökning av berättelser om varelser av Bigfoot-typ, inklusive nya spårfynd etc. i Bluff Creek-området, vilket ökade hans intresse. Därefter skrev Marian Place:
"År 1962 besökte han Bluff Creek och talade med en hel mängd Bigfoot-troende. År 1964 återvände han och träffade en timmerflottare vid namn Pat Graves, som körde honom till Laird Meadows. Där såg Patterson nya spår – för honom en nästan outhärdligt spännande, ryslig upplevelse. Vilken oerhörd bedrift det skulle vara – vilket vetenskapligt genombrott – om han kunde få orubbliga bevis för att dessa spår inte var ett verk av en skojare, utan det verkliga märket av en hittills okänd varelse! Om han lyckades skulle han bli berömd! Och rik! Dessvärre vann man inte berömmelse och rikedom det året, inte heller nästa, inte heller nästa. Patterson lade ner tusentals timmar och dollar i att finkamma Bigfoots och Sasquatchs territorium. Han kämpade mot ständigt förlöjligande och brist på pengar. ... Han grundade ... Northwest Research Foundation. Genom den sökte han pengar. ... Gensvaret var uppmuntrande och gjorde det möjligt för honom att leda flera expeditioner. ... 1966 gav han ut en pocketbok på egen bekostnad. ... Han lade inkomsterna från försäljningen och sina föreläsningar till sökfonden. När varje vildmarksutflykt misslyckades med att se eller fånga monstret, hoppade spänningssökarna av en efter en. Men Patterson gav aldrig upp".
Pattersons bok Do Abominable Snowmen of America Really Exist? gavs ut på eget förlag 1966. Boken har karakteriserats som "inte mycket mer än en samling tidningsurklipp sammansnörda med Pattersons prosa i cirkusaffischstil". Boken innehåller dock 20 sidor med tidigare opublicerade intervjuer och brev, 17 teckningar av Patterson av de möten som beskrivs i texten, 5 handritade kartor (sällsynta i efterföljande Bigfoot-böcker) och nästan 20 foton och illustrationer från andra. Den återutgavs första gången 1996 av Chris Murphy, och återutgavs sedan igen av Murphy 2005 under titeln The Bigfoot Film Controversy med 81 sidor av ytterligare material av Murphy.
I maj/juni 1967 började Patterson filma en dramadokumentär eller pseudodokumentär om cowboys som leddes av en gammal gruvarbetare och en vis indianspårare på jakt efter Bigfoot. Handlingen krävde att Patterson, hans indianguide (Gimlin i peruk) och cowboyerna skulle återkalla historierna om Fred Beck (om Ape Canyon-incidenten 1924) och andra när de spårade odjuret på hästryggen. För skådespelare och kameramän använde Patterson minst nio frivilliga bekanta, inklusive Gimlin och Bob Heironimus, för tre dagars inspelning, kanske under Memorial Day-helgen. Patterson skulle ha behövt en kostym för att representera Bigfoot, om det blev dags att filma sådana klimaxscener.
Före inspelningen i oktober 1967 ska Patterson ha besökt Los Angeles vid dessa tillfällen:
- Patterson körde till Hollywood 1964 och hälsade på rockabillylåtskrivaren och gitarristen Jerry Lee Merritt, en urinvånare som var född i Yakima.[25][26] Han försökte sälja sin uppfinning som en leksak.[27][28]
- År 1966 besökte han Merritt igen medan han fortfarande försökte sälja sin leksaksuppfinning.[29]

Merritt flyttade snart tillbaka till Yakima och blev Pattersons granne och senare hans samarbetspartner på hans Bigfoot-dokumentär.
- Senare under 1966 körde han och Merritt ner dit i flera syften. Patterson besökte cowboyfilmstjärnan Roy Rogers för att få hjälp.[31] Han försökte sälja sina ponnyer och vagn till Disneyland eller Knott's Berry Farm.[32]
- Sommaren 1967, efter att ha fått 700 dollar från Radfords och spelat in en del av hans dokumentär, försökte de utan framgång att locka investerare för att hjälpa till att ytterligare finansiera hans Bigfoot-film.[33] De upphovsrättsskyddade eller varumärkesskyddade termen "Bigfoot".[34]

Både Patterson och Gimlin hade varit rodeoryttare och amatörboxare – och lokala mästare i sina viktklasser. Patterson hade spelat fotboll på high school.
I oktober 1967 gav sig Patterson och hans vän Gimlin iväg till Six Rivers National Forest i norra Kalifornien. De körde i Gimlins lastbil med proviant och tre hästar. Patterson valde området på grund av återkommande rapporter om varelserna i det förflutna och om deras enorma fotavtryck sedan 1958. (Hans förtrogenhet med området och dess invånare från tidigare besök kan också ha varit en faktor.)
Den senaste av dessa rapporter var det närliggande Blue Creek Mountain-spårfyndet, som undersöktes av journalisten John Green, Bigfoot-jägaren René Dahinden och arkeologen Don Abbott den 28 augusti 1967 och senare. Detta fynd rapporterades till Patterson (via hans fru) strax därefter av Al Hodgson, ägare till Willow Creek Variety Store.
Även om Gimlin säger att han tvivlade på existensen av Sasquatch-liknande varelser, gick han med på Pattersons insisterande på att de inte skulle försöka skjuta en.

## Mötet
Tidigt på eftermiddagen fredagen den 20 oktober 1967 red Patterson och Gimlin i stort sett nordost (uppströms) på hästryggen längs den östra stranden av Bluff Creek. Någon gång mellan klockan 13.15 och 13.40 "kom de till ett omkullvält träd med ett stort rotsystem i en krök i bäcken, nästan lika högt som ett rum". När de rundade den "fanns det ett träsk – ett kråkbo – som blivit över efter översvämningen 1964", och sedan fick de syn på figuren bakom den nästan samtidigt. Antingen "hukade den sig vid bäcken till vänster om dem" eller så "stod" den där, på den motsatta stranden. Gimlin beskrev senare sig själv som i ett milt chocktillstånd efter att först ha sett figuren. Patterson uppskattade först dess höjd till mellan 1,98 m och 2,1 m, och höjde senare sin uppskattning till cirka 2,29 m. Några senare analytiker, bland dem antropologen Grover Krantz, har föreslagit att Pattersons senare uppskattning var omkring 0,30 meter för lång. Gimlins uppskattning var 1,8 m. Filmen visar vad Patterson och Gimlin hävdade var en stor, hårig, tvåbent, apliknande figur med kort, "silverbrunt" eller "mörkt rödbrunt" eller "svart" hår som täckte större delen av kroppen, inklusive dess framträdande bröst. Figuren i filmen stämmer i allmänhet överens med de beskrivningar av Bigfoot som ges av andra som påstår sig ha sett en.
Patterson uppskattade att han var cirka 7,5 meter från varelsen som närmast. Patterson sa att hans häst stegrade sig när han förnimmade figuren, och han tillbringade ungefär 20 sekunder med att frigöra sig från sadeln, kontrollera sin häst, ta sig runt till dess andra sida och hämta sin kamera från en sadelväska innan han kunde springa mot figuren medan han handhade sin kamera. Han skrek "Täck mig" till Gimlin, "i avsikt att ta fram vapnet". Gimlin korsade ån till häst efter det att Patterson hade sprungit långt bortom den, ridande på en stig något till vänster om Pattersons och något bortom hans position. Patterson uppskattar att han kom inom 18-27 meter från "Patty". Sedan steg han av med geväret i handen, men riktade inte geväret mot varelsen. Figuren hade gett sig iväg från dem till ett avstånd av cirka 37 meter innan Patterson började springa efter den. Resten av filmen (cirka 59,5 sekunder lång vid 16 fps) är till en början ganska skakig tills Patterson kom cirka 25 m från figuren. I det ögonblicket kastade gestalten en blick över sin högra axel på männen och Patterson föll på knä. På Krantz karta motsvarar detta ruta 264. För forskaren John Green skulle Patterson senare karakterisera varelsens uttryck som ett uttryck av "förakt och avsky ... Du vet hur det är när domaren säger "ett ord till och du är ute ur matchen". Det var så det kändes."
Strax därefter börjar den stadiga, mellersta delen av filmen, som innehåller den berömda tillbakablicksrutan 352. Patterson sade: "Den vände sig helt om, jag tror det var tre gånger", de andra gångerna var därför innan inspelningen började och/eller medan han sprang med fingret borta från avtryckaren. Strax efter att ha kastat en blick över axeln på filmen försvann varelsen bakom en skogsdunge i 14 sekunder och dök sedan upp igen under filmens sista 15 sekunder efter att Patterson flyttat sig 3 meter till en bättre utsiktspunkt, försvann in bland träden igen och försvann ur sikte på ett avstånd av 81 meter när filmrullen tog slut. Gimlin satt sig upp igen och följde efter den på hästryggen, samtidigt som han höll sig på avstånd, tills den försvann runt en krök på vägen 270 meter bort. Patterson kallade tillbaka honom vid den tidpunkten, eftersom han kände sig sårbar till fots utan gevär, eftersom han var rädd att varelsens partner skulle närma sig. Hela mötet hade varat i mindre än två minuter. Därefter samlade Gimlin och Patterson ihop Pattersons hästar, som hade sprungit iväg i motsatt riktning nedströms innan inspelningen började. Patterson tog fram sin andra filmrulle ur sadelväskan och filmade spåren. Sedan spårade männen "Patty" i antingen 1,5 km eller 4,8 km, men "tappade bort den i den täta undervegetationen". De begav sig till sin lägerplats 4,8 kilometer söderut, plockade upp gips, återvände till den ursprungliga platsen, mätte varelsens steglängd och gjorde två gipsavgjutningar, en vardera av bästa kvalitet från höger och vänster sida.

### Detaljer
Enligt Patterson och Gimlin var de två de enda vittnena till deras korta möte med vad de hävdade var en sasquatch. Deras uttalanden stämmer i stort sett överens, men författaren Greg Long noterar ett antal inkonsekvenser. De uttalade något olika sekvenser för att beskriva hur de och hästarna reagerade när de såg varelsen. Patterson i synnerhet ökade sina uppskattningar av varelsens storlek i senare återberättelser av mötet. I ett annat sammanhang, menar Long, skulle dessa skillnader förmodligen betraktas som små, men med tanke på de extraordinära påståenden som Patterson och Gimlin gör, är alla uppenbara meningsskiljaktigheter i perception eller minne värda att notera.
Filmens försvarare har svarat med att säga att kommersiellt motiverade bluffmakare skulle ha "haft sina historier klara" i förväg så att de inte skulle ha varit oense omedelbart när de blev intervjuade, och på så många punkter, och så att de inte skulle ha skapat en samstämmig historia och en varelse med förutsägbart stötande drag och beteenden.
En allvarligare invändning gäller filmens "tidslinje". Detta är viktigt eftersom Kodachrome II filmfilm, så vitt man vet, endast kunde framkallas av ett laboratorium som ägde en $ 60.000 + maskin, och de få västkustlaboratorier som är kända för att ha en gjorde inte framkallning under helgerna. Pattersons svåger Al DeAtley hävdar att han inte kommer ihåg vart han tog filmen för framkallning eller var han hämtade upp den.
Kritiker hävdar att för mycket hände mellan inspelningen (tidigast klockan 1:15) och filmskaparnas ankomst till Willow Creek (senast klockan 18:30). Daegling skrev: "Alla problem med tidslinjen försvinner om filmen spelas in några dagar eller timmar i förväg. Om så är fallet måste man undra vilka andra detaljer i den här historien som är felaktiga." Filmens försvarare svarar att även om tidsfönstret var snävt så var det genomförbart.
Chris Murphy skrev: "Jag har fått bekräftat från Bob Gimlin att Patterson definitivt red en liten quarterhäst (som han ägde), inte hans walesiska ponny 'Peanuts'. Dessutom att Patterson hade ordnat att låna en häst vid namn "Chico" från Bob Heironimus för Gimlin att använda [...] Gimlin hade ingen häst som var lämplig (tillräckligt gammal) för expeditionen." Heironimus sa att Chico (en medelålders valack) "inte skulle hoppa eller stegra".

## Omedelbara efterdyningar
Omkring klockan 18.30 mötte Patterson och Gimlin upp Al Hodgson i hans affär i Willow Creek, ungefär 87,4 km söderut, 46,3 km längs Bluff Creek Road från deras läger till 1967 års väghuvud vid Bluff Creek och 41 km längs California State Route 96 till Willow Creek. Patterson hade för avsikt att köra vidare till Eureka för att skicka iväg sin film. Antingen vid den tiden, eller när han anlände till Eureka/Arcata-området, ringde han Al DeAtley (hans svåger i Yakima) och sa att han kunde förvänta sig filmen han skulle skicka. Han bad Hodgson att ringa Donald Abbott, som Grover Krantz beskrev som "den ende vetenskapsmannen av någon dignitet som har visat något seriöst intresse för [Bigfoot]-ämnet", i hopp om att han skulle hjälpa dem att söka efter varelsen genom att ta med sig en spårhund. Hodgson ringde, men Abbott avböjde. Krantz hävdade att detta samtal samma dag som mötet är bevis mot en bluff, åtminstone från Pattersons sida.
Efter att ha skickat filmen begav de sig tillbaka mot sitt läger, där de hade lämnat sina hästar. På vägen "stannade de vid Lower Trinity Ranger Station, som planerat, och anlände omkring klockan 21.00. Här träffade de Syl McCoy [en annan vän] och Al Hodgson." Vid denna tidpunkt ringde Patterson till den dagliga tidningen Times-Standard i Eureka och berättade sin historia. De kom tillbaka till sin lägerplats vid midnatt. Klockan 5 eller 5:30 nästa morgon, efter att det börjat regna kraftigt, återvände Gimlin till inspelningsplatsen från lägret och täckte över de andra avtrycken med bark för att skydda dem. Kartongerna som han hade fått av Al Hodgson för detta ändamål och som han hade lämnat utomhus var så blöta att de var värdelösa, så han lämnade dem.
När han återvände till lägret avbröt han och Patterson sina planer på att stanna kvar för att leta efter fler bevis och begav sig hemåt, av rädsla för att regnet skulle spola bort deras utväg. Efter att ha försökt ta sig ut längs "den låga vägen" – Bluff Creek Road – och funnit att den var blockerad av ett jordskred, gick de i stället uppför den branta Onion Mountain Road, av vars vägren deras lastbil gled av. För att ta ut den krävdes (obehörigt) lån av en närliggande frontlastare. Körningen hem från deras campingplats täckte cirka 930 km, de första 46,3 km på en skogsbilväg med låg hastighet och sedan cirka 180 km på slingrig väg 96. Med en lastbil med tre hästar och med tillfälliga stopp skulle det ha tagit 13 timmar att ta sig hem på lördagskvällen, med en genomsnittlig hastighet på 72 km/h. Det skulle ha tagit 14,5 timmar med en medelhastighet på 64 km/h.
US Forest Service "Timber Management Assistant" Lyle Laverty sade: "Jag [och hans team på tre personer, i en jeep] passerade platsen antingen torsdagen den 19:e eller fredagen den 20:e" och märkte inga spår. Efter att ha läst nyheten om Pattersons möte under deras helguppehåll återvände Laverty och hans team till platsen måndagen den 23:e och tog sex bilder av banorna. (Laverty tjänstgjorde senare som biträdande inrikesminister under George W. Bush.) Konservatorn och friluftsmannen Robert Titmus åkte till platsen tillsammans med sin syster och svåger nio dagar senare. Titmus gjorde gipsavgjutningar av tio på varandra följande avtryck av varelsen och ritade in Pattersons och varelsens rörelser på en karta så gott han kunde.

## Långsiktiga efterdyningar

### Filmrelaterat

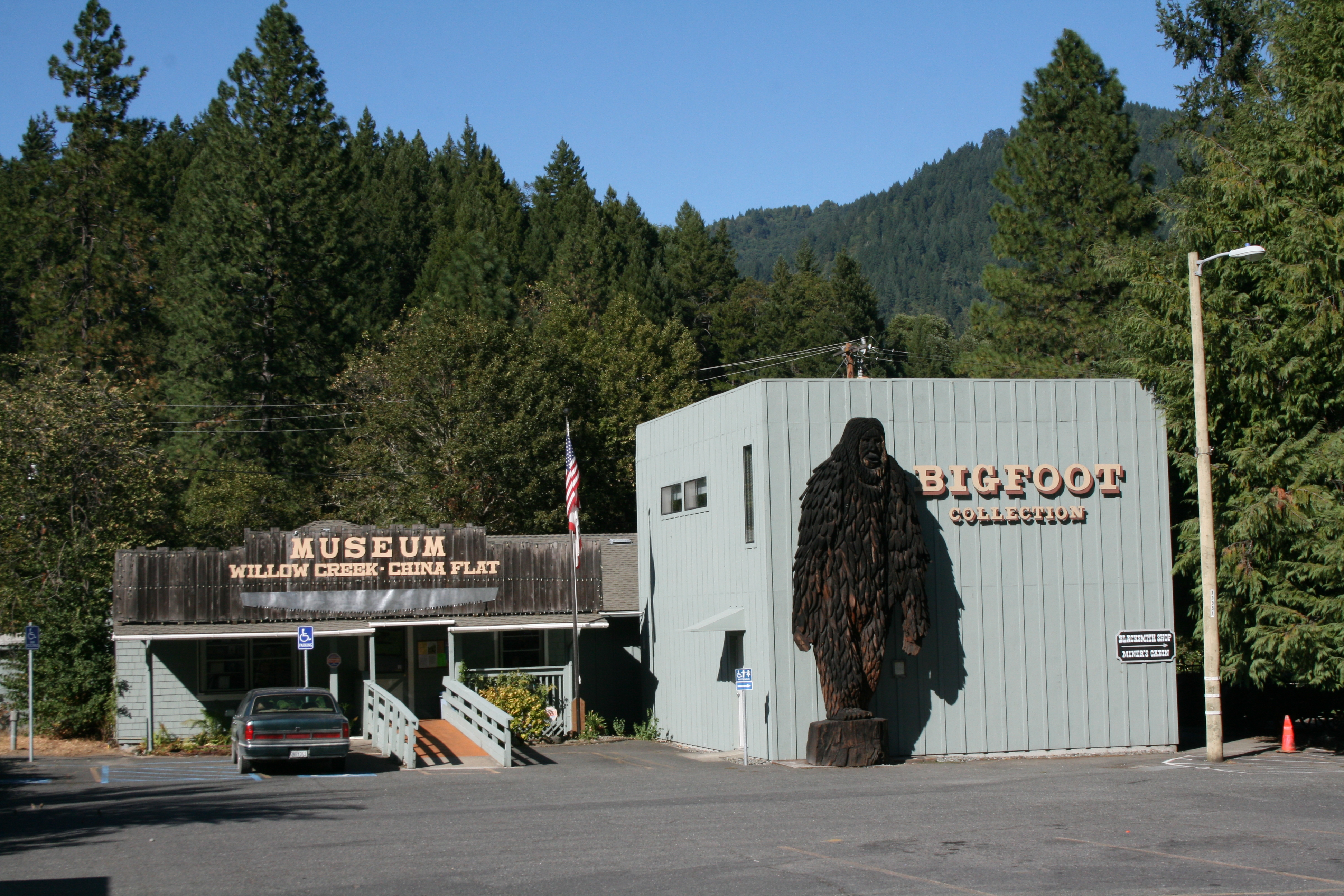
"Bigfoot Museum" i Willow Creek, Kalifornien

Grover Krantz skriver att "Patterson lät framkalla filmen så snart som möjligt. Till en början trodde han att han hade lagt fram bevis för Bigfoots existens och förväntade sig verkligen att forskarna skulle acceptera det. Men bara ett fåtal vetenskapsmän var villiga att ens titta på filmen," vanligtvis vid visningar på vetenskapliga organisationer. Dessa arrangerades vanligtvis på uppdrag av zoologen, författaren och mediefiguren Ivan Sanderson, en anhängare av Pattersons film. Sju föreställningar ägde rum i Vancouver, Manhattan, Bronx, Washington, D.C., Atlanta och Washington, D.C. igen (alla i slutet av 1968); sedan, senare i Beaverton, Oregon. Av dem som citerades uttryckte de flesta olika reservationer, även om några var villiga att säga att de var fascinerade av det.
Christopher Murphy skrev: "Dahinden reste till Europa [med filmen] 1971. Han besökte England, Finland, Sverige, Schweiz och Ryssland. Även om vetenskapsmännen i dessa länder var något mer öppensinnade än de i Nordamerika, var deras resultat i stort sett desamma. ... En verklig strimma av hopp dök emellertid upp [i Ryssland, där han träffade Bayanov, Bourtsev och deras bundsförvanter]."
Även om det inte fanns något vetenskapligt intresse för filmen, kunde Patterson ändå dra nytta av den. Han gjorde ett avtal med BBC, som tillät honom att använda sitt material i en dramadokumentär som gjordes i utbyte mot att han fick turnera med deras dramadokumentär, där han kombinerade material från sin egen dokumentär och ytterligare material som han och Al DeAtley filmade. Filmen visades på lokala biografer runt om i nordvästra Pacific Northwest och Mellanvästra USA. En teknik som ofta används för naturfilmer som kallas "four-walling" användes, vilket innebar tung lokal reklam, mestadels på TV, av några dagars visningar. Det blev en blygsam ekonomisk framgång. Al DeAtley uppskattade att hans 50% av filmens vinst uppgick till 75 000 dollar.
Filmen genererade en hel del nationell publicitet. Patterson medverkade i några populära TV-pratshower för att främja filmen och tron på Bigfoot genom att visa utdrag ur den: till exempel på Joe Pyne Show i Los Angeles 1967, som täckte större delen av västra USA; i Merv Griffins program, där Krantz gav sin analys av filmen; i Joey Bishops talk show, och även i Johnny Carsons Tonight Show. Artiklar om filmen publicerades i tidskrifterna Argosy, National Wildlife Magazine, och Reader's Digest.
En radiointervju, med Gimlin, av Vancouver-baserade Jack Webster i november 1967, spelades delvis in av John Green och återgavs i Loren Colemans Bigfoot! Patterson medverkade också i intervjuer på lokala stationer i närheten av den plats där hans film skulle visas under hans turné 1968.
Patterson sålde därefter överlappande distributionsrättigheter för filmen till flera parter, vilket resulterade i kostsamma juridiska förvecklingar.
Efter Pattersons död skrev Michael McLeod: "Med samtycke från Al DeAtley och Patricia Patterson tog filmdistributören Ron Olson över driften av Northwest Research ... och bytte namn till North American Wildlife Research Association. ... Han arbetade heltid med att sammanställa rapporter, värva frivilliga som ville delta i jakten och organisera flera små expeditioner. En Bigfootfälla som Olson och hans besättning byggde finns fortfarande kvar. ... Olson... fortsatte att lobba för att företaget [American National Enterprises] skulle producera en Bigfoot-film. ... År 1974 ... ANE gick till slut med på det. ... [Den släpptes 1975] med titeln Bigfoot: Man or Beast. Han har utarbetat en berättelse som involverar medlemmar i en Bigfoot-forskningsgrupp. Olson ägnade flera år åt att ställa ut filmen runt om i landet. Han planerade att tjäna miljoner på filmen, men säger att den förlorade pengar." Olson porträtteras i Barbara Wassons Sasquatch Apparitions. [111]
Den 25 november 1974 sände CBS Monsters! Mystery or Myth, en dokumentär om Loch Ness-odjuret och Bigfoot. (Den samproducerades av Smithsonian Institution, som sa upp sitt kontrakt med producenten året därpå). Programmet lockade femtio miljoner tittare. 1975 släppte Sunn Classic Pictures "Bigfoot: The Mysterious Monster" aka "The Mysterious Monsters", som remixade delar av "Monsters! Mystery or Myth" en annan dokumentär som heter "Land Of The Yeti", och som även innehöll bilder från Patterson-Gimlin-filmen.

### Filmskaparrelaterat
Pattersons dyra ($369) 16 mm-kamera hade hyrts den 13 maj av fotografen Harold Mattson i Sheppard's Camera Shop i Yakima, men han hade behållit den längre än vad kontraktet hade stipulerat, och en arresteringsorder hade utfärdats för honom den 17 oktober. Han arresterades bara några veckor efter att han återvänt från Bluff Creek. Efter att Patterson lämnat tillbaka kameran i funktionsdugligt skick avfärdades denna anklagelse 1969.
Medan Patterson sökte publicitet lyste Gimlin med sin frånvaro. Han hjälpte bara kortvarigt till att marknadsföra filmen och undvek att diskutera sitt möte med Bigfoot offentligt under många efterföljande år. Han tackade nej till intervjuer. Han rapporterade senare att han hade undvikit publicitet efter att Patterson och promotorn Al DeAtley hade brutit sitt avtal om att betala honom en tredjedel av vinsten från filmen. En annan faktor var att hans hustru motsatte sig publicitet.
Daegling skrev: "Bigfoot-förespråkare betonar att Patterson förblev en aktiv Bigfoot-jägare fram till sin död." Till exempel, 1969 anställde han ett par bröder för att resa runt i en lastbil och jaga ledtrådar till Bigfoot-vittnen och intervjua dem. Senare i december samma år var han en av dem som befann sig i Bossburg i Washington i efterdyningarna av de spår som hittats där. Krantz rapporterar att "[a] några år efter att filmen gjordes fick Patterson ett brev från en man ["en amerikansk flygare stationerad i Thailand"] som försäkrade honom om att en Sasquatch hölls fången i ett buddhistiskt kloster. Patterson spenderade det mesta av sina återstående pengar på att förbereda en expedition för att hämta denna varelse," bara för att få reda på att det var en bluff. Han fick reda på detta först efter att förgäves ha skickat Dennis Jenson till Thailand (där han drog slutsatsen att flygaren var "mentalt obalanserad") och sedan, efter att ha fått ett andra osant brev från mannen, själv åkt till Thailand med Jenson.
För att få pengar till att resa till Thailand "ringde Patterson Ron, som hade återvänt till ANE, och sålde teaterrättigheterna till klippet för vad Olson beskrev som en ganska bra summa pengar".
Patterson dog av Hodgkins lymfom 1972. Enligt Michael McLeod, Greg Long, och Bill Munns, "Några dagar innan Roger dog, berättade han för [Bigfoot-bokförfattaren Peter] Byrne att i efterhand, ... Han [önskade att han] hade skjutit det hela och tagit fram en kropp i stället för en filmrulle." Enligt Grover Krantz och Robert Pyle, år senare, var både Patterson och Gimlin överens om att de borde ha försökt skjuta varelsen, både för ekonomisk vinning och för att tysta nejsägare.
År 1995, nästan tre decennier efter Patterson-Gimlin-filmningen, började Greg Long, en teknisk skribent för ett teknikföretag som hade som hobby att undersöka och skriva om nordvästra USA:s mysterier, åratal av att intervjua människor som kände Patterson, av vilka några beskrev honom som en lögnare och en bedragare.
- "Marvin" (pseudonym),[137] Jerry Lee Merritt,[138] Pat Mason,[139] Glen Koelling,[140] och Bob Swanson[141] led ekonomiskt av sina affärer med honom, liksom 21 små lokala fordringsägare som stämde Patterson via en inkassobyrå.[142]
- Vilma Radford[143] hävdade att Patterson aldrig betalade tillbaka ett lån som han fått för en Bigfoot-film som Roger planerade. Radford hade bekräftande bevis: ett skuldebrev på 700 dollar "för utgifter i samband med inspelningen av 'Bigfoot: America's Abominable Snowman'.[144] Patterson hade gått med på att betala tillbaka 850 dollar till henne, plus 5 procent av eventuell vinst från filmen.
- 1974 stämde Bob Gimlin, med René Dahindens ekonomiska hjälp, DeAtley och Pattersons änka Patricia och hävdade att han inte hade fått sin tredjedel av filmens intäkter. Han vann sitt mål 1976.[145][146]

## Juridisk status
Greg Long rapporterar att en juridisk uppgörelse 1978 "gav Dahinden kontrollrättigheter – 51 procent av filmmaterialet, 51 procent av rättigheterna till videokassetterna och 100 procent av alla 952 bildrutor av filmen. Patty Patterson hade 100 procent av alla TV-rättigheter och 49 procent rättigheter till filmmaterialet. Dahinden hade ... köpte ut Gimlin, som själv inte hade fått något från Patterson; och Mason och Radford, som Patterson lovat en del av vinsten, hade ingenting att visa upp för sina investeringar eller ansträngningar." Filmen är allmän egendom i USA, eftersom den publicerades utan upphovsrättsmeddelande. Mellan 1964 och 1977 krävde alla verk i USA en sådan kungörelse, annars skulle de bli allmän egendom.

## Äganderätt till de fysiska filmerna

### Första filmrullen
Var originalet befinner sig är okänt, även om det finns flera spekulationer om vad som hände med det.
- Patterson hade överlåtit ägandet av originalet till American National Enterprises, som gick i konkurs några år efter hans död 1972. Därefter skriver Greg Long: "Peregrine Entertainment köpte företaget. Sedan köptes Peregrine av Century Group i Los Angeles. När Century Group gick i konkurs 1996 skyndade sig Byrne till Deerfield Beach, Florida, där en revisor auktionerade ut företagets tillgångar för att betala fordringsägarna. Företagets filmer fanns i ett förråd i Los Angeles, men en sökning misslyckades med att hitta Patterson-filmerna.[133]
- År 2008 trodde Chris Murphy att en advokat i Florida kunde ha filmen, men insåg inte förrän senare att advokaten hade kontaktat lagerbolaget i Los Angeles som hade den i sin ägo, och att de hade svarat att filmen inte fanns på den plats som advokatens register angav.[149]
- Bill Munns skriver att den "senast sågs av forskarna René Dahinden och Bruce Bonney 1980, när René övertygade filmvalvet [i södra Kalifornien] att släppa den till honom". Han gjorde Cibachrome-bilder av den. Någon gång mellan då och 1996 försvann filmen från sin numrerade plats i valvet.[150]

Minst sju kopior gjordes av originalfilmen. [154][155]
Bill Munns listade fyra andra försvunna rullar av härledda verk som skulle vara till hjälp för filmanalytiker.

### Andra filmrullen
Den andra rullen, som visar Patterson och Gimlin som tillverkar och visar gipsavgjutningar av några fotspår, visades inte i samband med den första rullen vid Al DeAtleys hus, enligt de som var där. Chris Murphy skrev: "Jag tror att visningen av den här rullen vid University of British Columbia den 26 oktober 1967 var den första och sista stora visningen." Den har senare gått förlorad. John Green misstänker att Al DeAtley har den.
En två meter lång remsa från den rullen, eller från en kopia av den rullen, från vilken stillbilder togs av Chris Murphy, finns fortfarande kvar, men den har också försvunnit.

## Filmhastighet
En faktor som komplicerar diskussionen om Pattersons film är att Patterson sa att han normalt filmade med 24 bilder per sekund, men i sin brådska att fånga Bigfoot på film noterade han inte kamerans inställning. Hans Cine-Kodak K-100-kamera hade markeringar på sin kontinuerligt variabla urtavla på 16, 24, 32, 48 och 64 bilder per sekund, men inga klick-stopp, och kunde filma med vilken bildhastighet som helst inom detta intervall. Grover Krantz skrev: "Patterson berättade tydligt för John Green att han efter inspelningen upptäckte att kameran var inställd på 18 bilder per sekund. ... Det har föreslagits att Patterson helt enkelt misstolkade "16" som "18".
- "Dr. D.W. Grieve, en anatom med expertis inom mänsklig biomekanik ... utvärderade de olika möjligheterna" gällande filmhastighet och kom inte fram till någon slutsats mellan dem. Han "erkände att han var förbryllad och orolig" över "den påtagliga möjligheten att det [filmsubjektet] var verkligt".[157]
- John Napier, en primatolog, hävdade att "om filmen filmades med 24 bildrutor kan inte varelsens gång skiljas från en normal mänsklig gång. Om den är filmad med 16 eller 18 bilder/s finns det ett antal viktiga avseenden där den är helt olik människans gång."[158] Napier, som publicerade före Dahinden och Krantz,[159] hävdade att det var "troligt att Patterson skulle ha använt 24 bilder/s" eftersom det "är bäst lämpat för TV-sändning", samtidigt som han medgav att "detta är helt spekulativt".[158][160]
- Krantz hävdade, på grundval av en analys av Igor Bourtsev, att eftersom Pattersons längd är känd (157 eller 160 cm kan en rimlig beräkning göras av hans hastighet. Detta löptempo kan synkroniseras med de regelbundna studsarna i de inledande hoppiga delarna av filmen som orsakades av varje snabbt steg Patterson tog för att närma sig varelsen. Utifrån denna analys menade Krantz att en hastighet på 24 bilder per sekund snabbt kan avfärdas och att "[vi] lugnt kan utesluta 16 bilder per sekund och acceptera hastigheten 18".[161]
- René Dahinden sa att "bilderna av hästarna före Bigfoot-filmen ser ryckiga och onaturliga ut när de projiceras i 24 bilder/s".[162] Och Dahinden experimenterade på inspelningsplatsen genom att låta människor gå snabbt över varelsens väg och rapporterade: "Ingen av oss ... kunde gå den sträckan på 40 sekunder [952 bilder / 24 bilder / s = 39.6 s], ... så jag eliminerade 24 bilder/s."[162]
- Bill Munns skrev: "En forskare, Bill Miller, hittade tekniska data från en Kodak-tekniker som uppgav att K-100-kamerorna var justerade så även när ratten är inställd på 16 fps, körs kameran faktiskt på 18 fps. ... Jag har nio K-100 kameror nu. ... Jag provade det på en kamera och fick 18 fps, men resten behöver fortfarande testas [och alla med "film som körs genom kameran"]."[163]

## Analys
Patterson-Gimlin-filmen har rönt relativt lite intresse från mainstream-forskare. Uttalanden av forskare som såg filmen vid en visning, eller som genomförde en studie, återges i Chris Murphys Bigfoot Film Journal. Typiska invändningar inkluderar: Varken människor eller schimpanser har håriga bröst som figuren i filmen, och Napier har noterat att en sagittal kam "endast mycket tillfälligt, i en obetydlig utsträckning, ses hos schimpanser [sic] honor". Kritiker har hävdat att dessa egenskaper är bevis mot äkthet. Krantz invände mot det senare och sa att "en sagittal kam ... är en konsekvens av den absoluta storleken i sig."
Som antropologen David Daegling skriver: "Skeptikerna har inte känt sig tvungna att erbjuda mycket av ett detaljerat argument mot filmen; Bevisbördan bör, med rätta nog, ligga hos advokaterna." Men utan ett detaljerat argument mot autenticitet konstaterar Daegling att "filmen har inte försvunnit". På samma sätt hävdar Krantz att av de många åsikter som framförs om Pattersons film, "är endast några av dessa åsikter baserade på teknisk expertis och noggranna studier av själva filmen".
När det gäller filmens kvalitet är andra generationens kopior eller kopior från TV- och DVD-produktioner sämre än första generationens kopior. Många tidiga bilder är suddiga på grund av kameraskakningar, och kvaliteten på efterföljande bilder varierar av samma anledning. Stabilisering av filmen (t.ex. av M. K. Davis) för att motverka effekten av kameraskakningar har förbättrat tittarnas förmåga att analysera den. När det gäller "kornighet" skriver Bill Munns: "Baserat på OH-film som tagits från kamerans original, ... PGF-originalet är så finkornigt som någon 16 mm-färgfilm kan uppnå." Han tillägger att kornigheten ökar när bilderna förstoras.

### Vetenskapliga studier

#### Bernard Heuvelmans
Bernard Heuvelmans – en zoolog och den så kallade "kryptozoologins fader" – trodde att varelsen i Patterson-filmen var en utklädd människa. Han invände mot filmsubjektets hårflödesmönster som alltför enhetligt; till att håret på brösten inte är som hos en primat; till skinkorna som om de inte var tillräckligt separerade; och till sin alltför lugna flykt från de förföljande männen.

#### John Napier
Den framstående primatexperten John Napier (en gång chef för Smithsonian's Primate Biology Program) var en av de få huvudfårorna som inte bara kritiserade Patterson-Gimlin-filmen utan också studerade då tillgängliga Bigfoot-bevis på ett allmänt sympatiskt sätt, i sin bok från 1973, Bigfoot: The Sasquatch and Yeti in Myth and Reality.
Napier medgav att det var troligt att Bigfoot var en verklig varelse och sade: "Jag är övertygad om att Sasquatch existerar." Men han argumenterade mot att filmen skulle vara äkta: "Det råder ingen tvekan om att de vetenskapliga bevisen sammantagna pekar på en bluff av något slag. Varelsen som visas i filmen står sig inte bra för funktionell analys." Napier anger flera skäl för sin och andras skepticism som ofta framförs, men tydligen är hans huvudsakliga skäl originella hos honom. För det första, längden på "fotspåren är helt i strid med den beräknade höjden". För det andra är fotspåren av typen "timglas", vilket han är misstänksam mot. (Som svar på detta kritiserade Barbara Wasson utförligt Napiers logik.)
Han tillägger: "Jag kunde inte se blixtlåset; och jag kan fortfarande inte. Där tror jag att vi måste lämna frågan. Kanske var det en man klädd i ett apskinn; Om så är fallet var det en briljant utförd bluff och den okände förövaren kommer att ta sin plats bland de stora bluffmakarna i världen. Kanske var det den första filmen av en ny typ av hominider, helt okänd för vetenskapen, i vilket fall Roger Patterson förtjänar att räknas som Dubois, upptäckaren av Pithecanthropus erectus, eller Raymond Dart från Johannesburg, mannen som introducerade världen för dess omedelbara mänskliga förfader, Australopithecus africanus.
Grieves och Napiers skeptiska åsikter sammanfattas positivt av Kenneth Wylie (och de av Bayanov och Donskoy negativt) i Appendix A till hans bok Bigfoot: A Personal Inquiry into a Phenomenon från 1980.

#### Esteban Sarmiento
Esteban Sarmiento är specialist på fysisk antropologi vid American Museum of Natural History. Han har 25 års erfarenhet av människoapor i det vilda. Han skriver: "Jag hittade några inkonsekvenser i utseende och beteende som kan tyda på en falsk ... Men det finns inget som entydigt visar att så är fallet." Hans mest originella kritik är denna: "Fotsulans yta är avgjort blek, men handflatan verkar vara mörk. Det finns inget däggdjur jag känner till, hos vilket fotsulan skiljer sig så drastiskt i färg från handflatan." Hans mest kontroversiella uttalanden är dessa: "Glutealerna, även om de är stora, misslyckas med att visa en människoliknande klyfta (eller spricka)." "Kroppsproportioner: ... I alla ovanstående relativa värden ligger bigfoot väl inom det mänskliga utbredningsområdet och skiljer sig markant från alla nu levande apor och från fossilen av 'australopithecin'." (T.ex. IM-indexet ligger inom det normala mänskliga intervallet.) Och: "Jag uppskattar att bigfoot väger mellan 85 och 110 kg."

#### David J. Daegling och Daniel O. Schmitt
När antropologerna David J. Daegling vid University of Florida och Daniel O. Schmitt undersökte filmen, drog de slutsatsen att det var omöjligt att slutgiltigt avgöra om subjektet i filmen är icke-mänskligt, och hävdade dessutom att brister i Krantz och andras studier ogiltigförklarade deras påståenden. Daegling och Schmitt noterade problem med osäkerheter i motivets och kamerans positioner, kamerarörelser, dålig bildkvalitet och artefakter hos motivet. De drog slutsatsen: "Baserat på vår analys av gång och problem som är inneboende i att uppskatta subjektsdimensioner, är det vår uppfattning att det inte är möjligt att utvärdera filmsubjektets identitet med någon säkerhet."
Daegling har hävdat att varelsens udda gång skulle kunna kopieras: "Förmodade egenheter som subjektets hastighet, steglängd och hållning är alla reproducerbara av en människa som använder denna typ av rörelse [en "följsam gång"]."
Daegling noterar att 1967 var specialeffekterna på film och TV primitiva jämfört med de mer sofistikerade effekterna under senare decennier, och medger att om Patterson-filmen skildrar en man i kostym "är det inte orimligt att föreslå att den är bättre än några av de smakigare monsterdräkter som slängdes ihop för TV på den tiden."

#### Jessica Rose och James Gamble
Jessica Rose och James Gamble är författare till "den definitiva texten om mänsklig gång": Human Walking. De driver Motion and Gait Analysis Lab vid Stanford University. De genomförde ett högteknologiskt försök att replikera "Pattys" gång, i samarbete med Jeff Meldrum. Rose var säker på att deras motiv hade matchat Pattys gångstil, medan Gamble inte var lika säker. Meldrum var imponerad och erkände att "vissa aspekter" av varelsens gång hade replikerats, men inte alla. Berättaren sa: "Inte ens experterna kan se att gångtestet kunde replikera alla parametrar för gången." Den visades i ett avsnitt av Discovery Channels serie Best Evidence.

#### Cliff Crook och Chris Murphy
En datoriserad visuell analys av videon utförd av Cliff Crook, som en gång ägnade rum åt sasquatch-memorabilia i sitt hem i Bothell, Washington, och Chris Murphy, en kanadensisk Bigfoot-fantast från Vancouver, British Columbia, släpptes i januari 1999 och avslöjade ett föremål som verkade vara dräktens dragkedja. Zoomning in på fyra förstorade bilder av 16 mm-filmen avslöjade vad som verkade vara spår av ett klockformat fäste på varelsens midja, förmodligen använt för att hålla ihop en persons dräkt. Eftersom både Crook och Murphy tidigare varit starka anhängare av videons äkthet, noterade Associated Press-journalisten John W. Humbell att "Långvariga entusiaster känner lukten av en desertör".

### Andra analytiker

#### Nike-forskaren Gordon Valient
Krantz visade också filmen för Gordon Valient, en researcher för Nike-skor, som han säger "gjorde några ganska användbara observationer om några ganska omänskliga rörelser han kunde se".

#### MonsterQuest
Ett avsnitt av första säsongen av TV-serien MonsterQuest fokuserar på Bigfoot-fenomenet. Ett par forskare, Jürgen Konczak (chef för Human Sensorimotor Control Laboratory, University of Minnesota) och Esteban Sarmiento, försöker men misslyckas med att få en mimik utrustad med lysdioder på sina leder för att efterlikna Patterson Bigfoots gång. Ett andra par, Daris Swindler och Owen Caddy, använder digital förbättring och observerar ansiktsrörelser, som rörliga ögonlock, läppar som trycks ihop som en upprörd schimpans och en mun som är lägre än den verkar, på grund av en falsk läppanomali som den hos en schimpans. Avsnittet avslutar: "De nya upptäckterna är spännande men ofullständiga, tills en kropp hittas."

### Personal inom filmindustrin

#### Chefer för filmproduktionsbolag
- Dale Sheets och Universal Studios. Patterson, Gimlin och DeAtley[194] visade filmen för Dale Sheets, chef för dokumentärfilmsavdelningen, och icke namngivna tekniker[129] "på specialeffektsavdelningen vid Universal Studios i Hollywood ... Deras slutsats var: "Vi skulle kunna försöka (fejka det), men vi skulle behöva skapa ett helt nytt system av konstgjorda muskler och hitta en skådespelare som kunde tränas att gå på det sättet. Det skulle kunna göras, men vi måste säga att det skulle vara nästan omöjligt. En mer moderat version av deras åsikt var, "om det är [en man i en apkostym], så är det ett mycket bra jobb – ett jobb som skulle ta mycket tid och pengar att producera."[195]

- Disney-chefen Ken Peterson. Krantz rapporterar att 1969 intervjuade John Green (som ägde en första generationens kopia av den ursprungliga Patterson-filmen)[196] Disney-chefen Ken Peterson, som efter att ha sett Patterson-filmen hävdade "att deras tekniker inte skulle kunna duplicera filmen".[129][192][197] Krantz hävdar att om Disneys personal inte hade kunnat kopiera filmen, är det liten sannolikhet att Patterson skulle ha kunnat göra det. Greg Long skriver: "Byrne citerade sin resa till Walt Disney studios 1972, där Disneys animationschef och fyra assistenter tittade på Pattersons film och berömde den som ett vackert verk även om de sa att den måste ha spelats in i en studio. När Byrne berättade för dem att den hade skjutits i skogen i norra Kalifornien: "De skakade på huvudet och gick därifrån."[133][198]

#### Bill Munns
Den pensionerade Bill Munns var en specialeffekts- och make-up artist, kameraman och filmklippare. Han hävdar att Universal och Disney inte var de mest kunniga studiorna att rådfråga med. Han säger att Fox, MGM och specialeffektsartisten Stuart Freeborn i England, "som just hade avslutat sina banbrytande apdräkter för År 2001 – ett rymdäventyr", skulle ha varit att föredra.
Munns började publicera sin online-analys av filmen 2009 och sammanfattar den i online Munns Report. År 2013 var han och Jeff Meldrum medförfattare till tre artiklar i Meldrums onlinetidning Relict Hominoid Inquiry.
År 2014 gav Munns ut boken When Roger Met Patty, en 488-sidig bok med material från dessa artiklar som analyserar filmen och filmämnet ur olika perspektiv. Han menar att filmen skildrar ett icke-mänskligt djur, inte en man i pälskostym. Han föreslår ett nytt diagnostiskt test av äkthet, vid armhålan: naturligt konkavt hudveck kontra konstgjort vertikalt veck. Munns analys har presenterats i ett avsnitt av History Channel-serien MonsterQuest.

### Andra specialeffektsartister
- Rick Baker. Den berömda Hollywood-skaparen av Harry (från filmen Bigfoot och Hendersons), Rick Baker, berättade för Geraldo Riveras Now It Can Be Told show (1992) att "det såg ut som billig, falsk päls", efter att ha sett objektet i Pattersons filmremsa.[206] Baker sa att John Chambers hade "en skitdräkt" som han sålde som "ett skämt till killen som skulle spela in den [filmen]".[207] Senare uppgav Bakers studio i ett fax: "Han tror inte längre att detta [att Chambers gjorde kostymen] är sant."[208]
- Ellis Burman. The Guenettes (Robert & Frances) skrev om honom: "Jag talade också med Ellis Burman från Burman Studios i Hollywood, skapare av alla möjliga konstiga varelser, inklusive en falsk Bigfoot för en ambulerande karnevalsutställning med 'inlagd punk'. Burman förnekade att hans företag skapade Patterson Bigfoot, men sa att han kunde kopiera den – men för mer än 10 000 dollar i totala kostnader.[209]
- John Chambers Den Oscarsbelönade monstermakaren John Chambers är mest känd för sina innovativa flexibla masker i Apornas planet (1968). I en intervju 1997 på ett vårdhem med Bigfooter Bobbie Short i hennes sjuksköterskeuniform, förnekade han rykten om att han hade skapat en kostym för Patterson-subjektet och sa "Jag är bra, men inte så bra."[210][211][212][213] Någon gång före 1976 rapporterade Guenettes att han som svar på deras frågor "drog slutsatsen att om varelsen är en man i kostym, så är det ingen vanlig gorilladräkt. Det är inte något de köpt eller hyrt i en butik; Det skulle behöva vara något skräddarsytt. Han kände också att den kunde ha varit gjord av äkta djurpäls."[209]
- Janos Prohaska. Efter att ha sett Patterson-Gimlin-filmen med John Green,[129] drog kostymören och apkostymmimaren Janos Prohaska (känd för sitt arbete i det sena 1960-talets TV-program Star Trek och Lost in Space) slutsatsen att filmens ämne såg verkligt ut för honom. På frågan om han trodde att filmen var fejkad svarade Prohaska: "Jag tror inte det ... För mig ser det väldigt, väldigt verkligt ut." Om filmen var en bluff, tänkte Prohaska, så var den anmärkningsvärt realistisk och sofistikerad, och den bästa kostym han någonsin sett, och den enda rimliga förklaringen var att någon kunde ha limmat löshår "direkt på skådespelarens hud".[214] Filmkritikern David Daegling spekulerar dock i att samma effekt skulle kunna fås genom att limma fast håret på ett par tajta men expanderbara, våffelformade långkalsonger.[215]
- Chris Walas. Den Oscarsbelönade "makeupartisten Chris [Walas] presenterade på BigfootForums [webbplats] (2004) en teori om att den välvda höftlinjen representerar överlappningslinjen mellan en sektion med pälsdräktsleggings och en sektion med bål. ... "[216]
- Stan Winston. Den Oscarsbelönade filmspecialeffektsansvarige och makeupartisten Stan Winston sa efter att ha sett PGF "ursäkta men, det är en kille i en dålig hårkostym!" Han tillade också att "om en av mina kollegor skapade detta för en film skulle han gå i konkurs." Han fortsatte med att kommentera att kostymen i filmen kunde ha gjorts i dag för "ett par hundra dollar" eller "under tusen på den dagen".[217]
- "Barry Keith" (pseudonym), "en erfaren make-up och kostymartist", anklagade "Hollywoods kostymindustri" för att göra "övermodiga påståenden om hur lätt en sådan händelse skulle vara att fejka". Han sa att deras "fusk och genvägar" inte kan upptäckas i "Patty".[218]

## Anklagelser om fusk

### Patterson och/eller Gimlin
- Patterson och Gimlin förnekade båda att de hade begått en bluff, men i en telefonintervju 1999 med TV-producenten Chris Packham för BBC:s The X Creatures, sa Gimlin att under en tid "var jag helt övertygad om att ingen kunde lura mig. Och det är klart att jag är en äldre man nu... och jag tror att det kunde ha funnits en möjlighet [av en bluff]. Men det måste vara riktigt välplanerat av Roger [Patterson]."[219]
- Författaren Greg Long avslöjade indicier, av varierande styrka, på fotspårsbluff, och möjligen till och med iakttagelser och fotobluffar, i Yakima-området vid Patterson.[220] Long menar att detta betyder att han fejkade filmen också. (Ett möjligt motiv för Yakima-bluffen skulle ha varit att få Bigfoot att verka mer verklig för den lokale miljonären Floyd Paxton, som han var bekant med och från vilken han hoppades få finansiering för en expedition.[221]) Filmens förespråkare anser att det som syns i filmen är oförfalskat – särskilt inte av en kostymnybörjare som Patterson. Till exempel gör större delen av Bill Munns bok detaljerade undersökningar av filmfunktioner som han hävdar inte kunde ha skapats med 1967 års specialeffektsteknik. Han filmade egna rekreationsförsök som misslyckades. Daniel Perez skrev 1992: "Om filmen i själva verket är en bluff, en kostymerad man eller en maskin, skulle säkert vetenskapen kunna duplicera filmen med lätthet. Tjugofem år senare har ingen kommit i närheten".[162] Han hävdade senare: "Det har aldrig replikerats på ett övertygande sätt. För varje tänkande människa borde det tala sitt tydliga språk."[222] Greg Longs svar var: "Filmen de har kommer helt enkelt inte att göra det. Jag är ledsen. Det är inga bevis."[223]
- Antropologen David Daegling skriver att de "mer cyniska skeptikerna" ser Pattersons tur som "mer än lite misstänkt: Han ger sig ut för att göra en Bigfoot-dokumentär, sedan snubblar han nästan bokstavligen över en Bigfoot". Daegling friar dock hellre än fäller och noterar att Pattersons resonemang är sunt: I sökandet efter något svårfångat begav han sig till den plats där det hade rapporterats.[224] Bluff Creek hade också varit platsen för den välkände Bigfoot-bluffaren Ray Wallaces aktiviteter 1958. I Pattersons bok nämner han ett möte med Wallace en gång.[225] Senare citerar Daegling vissa drag i filmen och handlingen som misstänkta.[226]
- Krantz trodde att Patterson kunde ha gjort sig skyldig till en sådan bluff, om han hade möjlighet och resurser. (Roger var en skicklig 2D-konstnär vars teckningar och målningar av hästar och andra vilda djur visade en detaljerad förståelse för muskulatur och anatomi.) Men han hävdade också att Patterson "inte hade i närheten av kunskapen eller faciliteterna för att göra det – och inte heller för den delen, någon annan ... När jag talade om några av de mer tekniska detaljerna i biomekaniken, visade han (Patterson) den välbekanta tomma blicken hos en student som hade tappat förklaringsdriften, men som fortfarande ansträngde sig för att vara uppmärksam. Ändå måste han ha känt till alla dessa detaljer för att skapa en bluff. Till exempel kunde han se den främre positionen på framsidan av skenbenet, men hur det hängde ihop med fotens hävstång var helt obegripligt för honom."[128]
- Peter Byrne, som intervjuade Patterson och Gimlin många gånger, skrev: "Båda männen saknade, i första hand, den intellektuella kapacitet som är nödvändig för att producera en bluff ... betecknas som ett mästerverk."[227] På samma sätt skriver Daegling att "De flesta bekanta till Patterson erkände att varken han eller Gimlin var smarta nog att sätta ihop något så detaljerat."[188]

### Philip Morris
År 2002 hävdade Philip Morris, ägare av Morris Costumes (ett North Carolina-baserat företag som erbjuder kostymer, rekvisita och scenprodukter) att han gjorde en gorilladräkt som användes i Patterson-filmen. Morris säger att han diskuterade sin roll i bluffen "på kostymkonvent, föreläsningar [och] trollkarlskonvent" på 1980-talet, men talade först till allmänheten den 16 augusti 2002 på radiostationen WBT i Charlotte, North Carolina. Hans berättelse trycktes också i The Charlotte Observer. Morris hävdar att han var ovillig att avslöja bluffen tidigare av rädsla för att skada sin verksamhet: att ge bort en artists hemligheter, sa han, skulle allmänt betraktas som vanhedrande.
Morris sa att han sålde en apdräkt till Patterson via postorder 1967, i tron att den skulle användas i vad Patterson beskrev som ett "spratt". (Vanligtvis användes gorilladräkterna han sålde för en populär sidoshow som avbildade en attraktiv kvinna, förmodligen från något avlägset hörn av jordklotet, som förvandlades av en trollkarl eller vetenskapsman till en gorilla eller på annat sätt apliknande monster.) Efter den första försäljningen sade Morris att Patterson ringde honom och frågade hur man kunde göra "axlarna mer massiva" och "armarna längre". Morris säger att han föreslog att den som bar dräkten skulle bära axelvaddar och hålla käppar i händerna i dräkten.
När det gäller varelsens gång sa Morris:
"Bigfoot-forskarna säger att ingen människa kan gå på det sättet i filmen. Åh, jo, det kan de! När du har på dig långa clownfötter kan du inte placera trampdynan först. Du måste sätta ner foten platt. Annars kommer du att snubbla. En annan sak, när du sätter på dig gorillahuvudet kan du bara vrida huvudet kanske en fjärdedel av vägen. Och för att titta bakom dig måste du vrida på huvudet, axlarna och höfterna. Dessutom är axelvaddarna i dräkten i vägen för käken. Det är därför Bigfoot vänder sig om och ser ut som han gör i filmen. Han måste vrida hela överkroppen".
Morris fru och affärspartner Amy hade gått i god för sin man och hävdar att hon hade hjälpt till att utforma dräkten. Morris lade inte fram några bevis förutom sitt eget vittnesmål för att stödja sin berättelse, den mest iögonfallande bristen var frånvaron av en gorilladräkt eller dokumentation som skulle matcha de detaljer som bevisades i filmen och som kunde ha producerats 1967.
Ett återskapande av PGF genomfördes den 6 oktober 2004 vid "Cow Camp" nära Rimrock Lake, en plats 66 km väster om Yakima. Detta var sex månader efter publiceringen av Longs bok och 11 månader efter att Long först hade kontaktat Morris. Bigfooter Daniel Perez skrev: "National Geographics [producent] Noel Dockster ... noterade kostymen som används i återskapandet ... liknade inte på något sätt det som skildrades i P-G-filmen." Morris ville inte gå med på att släppa videon till National Geographic, som sponsrade återskapandet, och hävdade att han inte hade haft tillräckligt med tid att förbereda sig och att månaden var mitt i hans hektiska säsong.

### Bob Heironimus
Bob Heironimus påstår sig ha varit den figur som skildrades i Pattersons film. Heironimus säger att han inte tidigare offentligt hade diskuterat sin roll i bluffen eftersom han hoppades på att få betalt så småningom och var rädd för att bli dömd för bedrägeri om han erkände. Efter att ha talat med sin advokat fick han veta att eftersom han inte hade fått betalt för sin inblandning i bluffen kunde han inte hållas ansvarig.
En månad efter att ha sett Fox-TV-specialen World's Greatest Hoaxes: Secrets Finally Revealed? den 28 december 1998, gick han ut offentligt via ett pressmeddelande den 30 januari 1998 av sin advokat Barry Woodard i en artikel i Yakima-tidningen. Han sade: "Jag talar sanning. Jag är trött efter trettiosju år." Fem dagar senare rapporterade en annan tidningsartikel att hans "advokatkontor har översvämmats av samtal från media. ... "Vi väntar bara på att lugnet ska lägga sig", sa han och förklarade att han och hans klient utvärderar erbjudanden. Han sa också: "Vi räknar med att vi kommer att berätta hela historien för någon ganska snabbt."
Heironimus namn avslöjades för första gången offentligt och hans anklagelser beskrevs för första gången offentligt fem år senare i Greg Longs bok The Making of Bigfoot, som innehåller vittnesmål som bekräftar Heironimus påståenden:
- Heironimus släktingar (hans mor Opal och brorson John Miller) hävdar att de har sett en apdräkt i Heironimus bil. Opal sa att hon såg dräkten två dagar efter att filmen spelades in.[241]
- Russ Bohannon, en gammal vän, säger att Heironimus avslöjade bluffen privat 1968 eller 1969.[242]
- Bernard Hammermeister, en annan gammal vän, sa att han visades en apdräkt i Heironimus bil. Long gav inget datum för Hammermeisters observation, men den kom tydligen långt efter släktingarnas observation, vilket antyds av ordet "fortfarande" i den motivering Heironimus gav Hammermeister för att be om hans tystnad: "Det skulle fortfarande finnas en payola på den här saken, och han hade den inte."[243]

Long hävdar att den kostym som Morris säger att han sålde till Patterson var samma kostym som Heironimus påstår sig ha burit i Patterson-filmen. Long citerar dock Heironimus och Morris som beskriver olika apdräkter i många avseenden. Bland de anmärkningsvärda skillnaderna är:
- Dräktmaterial: Hästhud vs. Dynel. Heironimus säger att han fick höra av sin bror Howard att Patterson hävdade att han tillverkade dräkten av hästhud.[244] När Long frågade hur tung dräkten var svarade Bob: "Den vägde kanske 9, 11 kg. ... Hästhud skulle vara tungt."[244] Bob tillade: "Det stank. Roger flådde ut en död, röd häst." Men Morris rapporterar att dräkten var gjord av Dynel, ett lättare syntetiskt material med liten eller ingen lukt. Morris sa att det var hans "standardkostym som vi sålde till alla våra kunder" som kostade 435 dollar (billigare än konkurrenterna).[245] En annan kontrast är att Howard rapporterade att hästhuden var "riktigt mörkbrun" och Long skriver att Morris "använde brun Dynel 1967".[246] Men Morris skulle inte ha velat ha en "riktigt mörk" brun färg, eftersom han valde brunt för att kontrastera mot den svarta bakgrunden av flickan-till-gorilla-illusionen.[246]

- Kostym: Topp och byxor vs. en onesie med dragkedja baktill. Heironimus beskrev dräkten som att den inte hade några metallbitar och en övre "båldel" som han tog på sig "som att sätta på sig en T-shirt".[247] Vid Bluff Creek satte han på sig "toppen".[248] När han tillfrågades om den "nedre delen" gissade han att den var fastsatt med ett dragsnöre.
- Händer och fötter: Kostymfästa vs. separata. Heironimus beskrev dräkten som att den hade händer och fötter som var fästa vid armar och ben.

Men Morris sydde en kostym vars händer och fötter var separata delar. Long spekulerar i att Patterson nitade eller limmade fast dessa delar på dräkten, men ger inga bevis för att stödja denna idé. Om Patterson hade gjort det, måste han ha gjort det innan Heironimus gjorde sin provprovning och gång (eftersom Heironimus beskriver en tredelad kostym – huvud, bål och ben, utan separata händer och fötter) – det vill säga utan att anpassa deras placering till hans mått. Och Heironimus beskrev aldrig att han blev mätt i förväg. Heironimus har ändrat flera detaljer kring stövlarna flera gånger under årens lopp, och sagt att stövlarna är "höftstövlar som går upp till midjan", men senare sagt att de var "bevattningsstövlar som går upp till knäna".
Long spekulerar i att Patterson modifierade dräkten, men bara genom att fästa Morris lösa händer och fötter på dräkten, och genom att byta ut Morris mask.
Vissa filmförespråkare säger att Heironimus armar är för korta för att matcha en Bigfoot och att han var några centimeter kortare än varelsen på filmen (upp till 14 tum eller 36 cm kortare).
Men Heironimus sa att han bar fotbollsaxelvaddar, vilket kan förklara varför axlarna och armarna verkar vara oproportionerliga i förhållande till resten av kroppen. Heironimus förnekade dock att han skulle ha använt armutsträckta käppar i sin dräkt och sade att han bar "handskar, lite längre än mina faktiska händer. ... "
Lögndetektortester angående deras påståenden har godkänts av både Heironimus och Patterson. Det bör också noteras att Heironimus tidigare hade misslyckats med testet tre gånger och bara klarade det på sitt fjärde försök. Dessutom avslöjades det senare att Edward Gelb, mannen som administrerade Heironimus framgångsrika lögndetektorförsök, hade förfalskat sina meriter, inklusive sitt diplom och sin doktorsexamen, vilket gjorde att han allmänt ansågs vara en bedragare.

### Ray Wallace
Efter Bigfootforskaren Ray Wallaces död 2002, efter en begäran från kryptozoologisten Loren Coleman till The Seattle Times-reportern Bob Young om att undersöka saken, gick Wallaces familj ut med påståenden om att han hade startat Bigfoot-fenomenet med falska fotspår (gjorda av en fotformad utskärning av trä) som lämnats på kaliforniska platser 1958.
- Mark Chorvinsky, redaktör för tidningen Strange, främjade Wallaces påstående att han tipsade Patterson om exakt var han skulle leta efter en Bigfoot.[262] Chorvinsky skrev: "'Roger Patterson kom [över] dussintals gånger och pumpade mig på denna Bigfoot', förklarade Ray Wallace för forskaren Dennis Pilchis 1982. 'Jag tyckte synd om Roger Patterson. Han berättade för mig att han hade cancer i lymfkörtlarna och att han var förtvivlat pank och att han ville försöka få något där han kunde ha en liten inkomst. Nåväl, han gick ner dit precis där jag sa till honom. Jag sa till honom: "Gå ner dit och häng på den där stranden. Stanna där uppe och titta på den platsen".[171][263] David Daegling sammanfattade Chorvinskys argument och drog slutsatsen att Wallace "hade en viss grad av inblandning" i Patterson-Gimlin-filmen, och att detta gav anledning till misstankar om den.[264]
- Loren Coleman har skrivit att Patterson var en tidig Bigfoot-utredare, och att det bara var naturligt att han sökte upp och intervjuade äldre Bigfoot-evenemangsledare, vilket inkluderade Wallace, på grund av incidenterna i Bluff Creek 1958. Coleman har hävdat att Wallace inte hade något att göra med Pattersons filmsekvenser från 1967, och har i en analys av medias behandling av Wallaces död hävdat att internationella medier på ett olämpligt sätt förväxlade Wallace-filmerna från 1970-talet med Patterson-Gimlin-filmen från 1967.[265]
- Meldrum har skrivit mycket om Wallace, hans anklagelser (som hans familj fortsatte med efter hans död) och de betydande problemen med dem i sin bok Sasquatch: Legend Meets Science.[266]

### Böcker i ämnet
De stora bluffanklagelserna sammanfattas och kritiseras i:
- Två av Christopher Murphys böcker.[267][268]
- Loren Colemans Bigfoot!: The True Story of Apes in America.[269]
- David Daeglings Bigfoot Exposed.[270]

### Skeptiska källor
- Joshua Blu Buhs (2009). Bigfoot: The Life and Times of a Legend. University of Chicago Press. Sid. 131–56, 187–92. ISBN 978-0-226-07979-0.
- David Daegling (2004). Bigfoot Exposed: An Anthropologist Examines America's Enduring Legend. Altamira Press. Sid. 105–55. ISBN 0-7591-0539-1. https://archive.org/details/bigfootexposedan0000daeg.
- Greg Long (2004). The Making of Bigfoot: The Inside Story. Prometheus Books. ISBN 1-59102-139-1.
- Michael McLeod (2009). ”Part II, Obsession”. Anatomy of a Beast: Obsession and Myth on the Trail of Bigfoot. University of California Press. Sid. 79–141. ISBN 978-0-520-25571-5.
- John Napier (1973). Bigfoot: The Sasquatch and Yeti in Myth and Reality. E. P. Dutton. Sid. 89–96, 126, 203. ISBN 0-525-06658-6.

### Övrig vetenskapliga källor
- Dmitri Bayanov (1997). America's Bigfoot: Fact, Not Fiction. Moscow: Crypto-Logos. ISBN 5-900229-22-X.
- Jeff Glickman (1999). Toward a Resolution of the Bigfoot Phenomenon. North American Science Institute / PHOTEK. Sid. 10–22. http://www.photekimaging.com/Support/rptcol2.pdf.
- Grover Krantz (1999). Bigfoot Sasquatch Evidence (originally "Big Footprints: A Scientific Inquiry Into the Reality of Sasquatch"). Hancock House. Sid. 87–124, 300–14. ISBN 0-88839-447-0.
- The Sasquatch and Other Unknown Hominids (OP). Calgary: Western Publishers. 1984. Sid. 174–85, 218–35.
- Jeff Meldrum (2007). Sasquatch: Legend Meets Science. Forge Books. Sid. 137–78. ISBN 978-0765312174.
- Robert Michael Pyle (1995). Where Bigfoot Walks: Crossing the Dark Divide. Houghton Mifflin. Sid. 207–11. ISBN 0-395-44114-5.
- Ivan Sanderson (1969). More "Things". Pyramid Books. Sid. 65–79.

### Andra icke-vetenskapliga
- Peter Byrne (1975). The Search for Big Foot: Monster, Myth or Man?. Acropolis Books. Sid. 133–66. ISBN 0-87491-159-1. https://archive.org/details/searchforbigfoot00byrn/page/133.
- Thom Cantrall (2013). Sasquatch: The Search for a New Man. The Prologue contains an interview of Bob Gimlin and a transcript of a talk by him at a 2010 Ohio Bigfoot Conference. CreateSpace. Sid. 4–24. ISBN 978-1490567846.
- Loren Coleman; Jerome Clark (1999). Cryptozoology A to Z. Fireside Books. Sid. 55–56, 197–200. ISBN 0-684-85602-6. https://archive.org/details/cryptozoologytoz00lore/page/55.
- Loren Coleman (2003). Bigfoot! The True Story of Apes in America. Paraview Pocket Books. Sid. 81–110. ISBN 0-7434-6975-5. https://archive.org/details/bigfoottruestory0000cole/page/81.
- Loren Coleman (2007). ”Bigfoot's Bogus Burial: The Media and Other Wallace Myths”. i Greg Taylor. Darklore Volume 1. Brisbane, Australia: Daily Grail Publishing. Sid. 95–109. ISBN 978-0-9757200-1-1.
- John Green (2006). Sasquatch: The Apes Among Us. Hancock House. Sid. 113–31. ISBN 0-88839-018-1.
- Robert & Frances Guenette (1975). The Mysterious Monsters. Sun Classics. Sid. 113–25.
- Don Hunter, with René Dahinden (1993). Sasquatch/Bigfoot: The Search for North America's Incredible Creature. Firefly Books. Sid. 114–25, 172–78. ISBN 1-895565-28-6.
- William Munns (2014). When Roger Met Patty: 1 Minute of Film ... 47 Years of Controversy. self-published. ISBN 978-1500534028.
- Christopher Murphy (2008). Bigfoot Film Journal: A Detailed Account & Analysis of the Patterson/Gimlin Film Circumstances. Hancock House. ISBN 978-0-88839-658-7.
- Christopher Murphy (2009). Know the Sasquatch/Bigfoot: Sequel and Update to Meet the Sasquatch. Hancock House. Sid. 42–103. ISBN 978-0-88839-689-1.
- Roger Patterson & Chris Murphy (2005). The Bigfoot Film Controversy (contains Patterson's 1966 book, Do Abominable Snowmen of America Really Exist?). Illustrated by Roger Patterson. Hancock House. ISBN 0-88839-581-7.
- Daniel Perez (2003). Bigfoot at Bluff Creek. Bigfoot Times. ISBN 99948-943-2-3.
- Marian Place (1974). On the Track of Bigfoot. Dodd, Mead. Sid. 134–44. ISBN 0-396-06883-9. https://archive.org/details/ontrackofbigfoot00plac/page/134.
- Barbara Wasson (1979). Sasquatch Apparitions: A Critique on the Pacific Northwest Hominoid. self-published. Sid. 65–85. ISBN 0-9614105-0-7.
- Tate Hieronymus (2018). Interview with Bob Gimlin in front of the big tree, visible in frame 352 of the Patterson - Gimlin Film. The full interview can only be see at Cliff Barakman’s “North American Bigfoot Center” in Boring, OR.

### Kostymrelaterade
- Transcript of Bobbie Short's taped interview with John Chambers, October 27, 1997 (Original print copy of the interview: NASI Newsletter, January 1998. Reprinted in The Track Record, November 1, 1998)

### Heironimus-relaterade
- "Sasquatch Speaks: The Truth Is Out There" by Richard Lei (Brief; quotes from Heironimus and counter-quotes by Goodall, Green, and a lawyer, March 7, 2004) at washingtonpost.com
- Interview of Bob Heironimus, March 22, 2004, Countdown with Keith Olbermann at countdownlibrary.com (begins 80% of the way through)
- "Response to Critics," by Greg Long, 2005 at northwestmysteries.com (via Wayback Machine)
- "Some Reasons for Caution about the Bigfoot Film Exposé," by Michael Dennett, Skeptical Inquirer Volume 29.1, January/February 2005 at csicop.org (paywalled)